# Lasowiak blady
Lasowiak blady (Delomys sublineatus) – gatunek ssaka z podrodziny bawełniaków (Sigmodontinae) w obrębie rodziny chomikowatych (Cricetidae).

## Zasięg występowania
Lasowiak blady występuje endemicznie w Lesie Atlantyckim w południowo-wschodniej Brazylii.

## Taksonomia
Gatunek po raz pierwszy zgodnie z zasadami nazewnictwa binominalnego opisał w 1903 roku brytyjski zoolog Oldfield Thomas nadając mu nazwę Oryzomys sublineatus. Holotyp pochodził z Engenheiro Rive, na wysokości 500 m, w głąb Victorii, w Espirito Santo, w Brazylii. 
Autorzy Illustrated Checklist of the Mammals of the World uznają ten takson za gatunek monotypowy.

### Etymologia
- Delomys: gr. δηλος dēlos „widoczny, wyraźny”; μυς mus, μυoς muos „mysz”[7].
- sublineatus: łac. sub „pod, poniżej”; lineatus „prążkowany, oznaczone liniami”, od linea „linia”, od linum „nić”, od gr. λινον linon „len”[8].

## Morfologia
Długość ciała (bez ogona) 126–146 mm, długość ogona 106–127 mm, długość ucha 20–22 mm, długość tylnej stopy 28–30 mm; masa ciała 41–60 g (średnio 50 g). 

## Ekologia
Lasowiak blady występuje do wysokości 500 m n.p.m. Prowadzi naziemny tryb życia.

## Populacja
Lasowiak blady zamieszkuje duży obszar i jest lokalnie liczny. Żyje w kilku obszarach chronionych. Zagraża mu niszczenie i fragmentacja sprzyjającego środowiska. Trend zmian jego liczebności nie jest znany; lasowiak blady jest uznawany za gatunek najmniejszej troski.